# Tanya Burr
Tanya Burr (nacida el 9 de junio de 1989) es una YouTuber y actriz inglesa que comenzó a publicar videos de maquillaje y moda en su canal de YouTube en 2009. En 2017, Burr comenzó a seguir una carrera en la actuación y desde entonces ha tenido papeles como invitada en series como Bulletproof y Holby City, así como la película Twist de 2021.

## Primeros años de vida
Burr creció en Norwich, Norfolk y asistió a la escuela secundaria Long Stratton y al sexto curso de Notre Dame. Después de terminar la escuela, estudió para convertirse en maquilladora, antes de conseguir un trabajo en el mostrador de belleza en los grandes almacenes Jarrold's en Norwich.

## Carrera profesional

### Youtube
Mientras trabajaba en Jarrold's en 2009, Burr copió el consejo de la maquilladora y cuñada Samantha Chapman y creó un canal de YouTube. Burr dejó su trabajo dos años después para concentrarse en su canal de YouTube. Sus primeros videos mostraron a los espectadores cómo recrear looks de maquillaje de celebridades. Más tarde comenzó a hacer videos sobre moda, estilo y repostería. [cita requerida] A lo largo de los años, Burr ha colaborado en videos con otros YouTubers, incluidos Zoe Sugg, Louise Pentland, Alfie Deyes, Tyler Oakley y Joe Sugg. En diciembre de 2015, apareció en la portada de Glamour UK y en la portada de Stylist en noviembre de 2016.

### Interino
En 2017, Burr hizo su debut actoral en el cortometraje Disconnect. También hizo una aparición como extra en la serie Bulletproof de Sky. Burr hizo su debut profesional en el escenario en mayo de 2018, en una reposición de Confidence de Judy Upton. Interpretó el papel principal de Ella. Luego protagonizó la película Hurt by Paradise del 2019, en el papel de Maud. La película se estrenó en el Festival de Cine de Edimburgo en junio de 2019. Más tarde ese año, Burr apareció en la serie médica de la BBC Holby City.

### Otros emprendimientos
En 2014, Burr lanzó una marca de cosméticos, a través del minorista británico Superdrug, llamada Tanya Burr Cosmetics. La marca dejó de producir en 2018.
Burr también ha escrito tres libros con la ayuda de un escritor fantasma. Su primer libro, Love, Tanya, presenta consejos sobre belleza, vlogs y repostería. Fue publicado por Penguin Books el 29 de enero de 2015. Lanzó un libro de cocina titulado Tanya Bakes el 30 de junio de 2016. Su tercer libro, Tanya's Christmas, fue lanzado el 19 de octubre de 2017.

## Vida personal
Burr conoció a su compañero YouTuber Jim Chapman en 2007. Los dos se comprometieron en diciembre de 2012 y se casaron el 3 de septiembre de 2015 en Babington House en Somerset, y anunciaron la noticia a través de sus cuentas de redes sociales el 6 de septiembre. El 12 de marzo de 2019, Burr anunció a través de Instagram que ella y Chapman habían decidido separarse. Burr anunció a través de Instagram el 14 de junio de 2022 que estaba embarazada y esperaba su primer hijo con una pareja no revelada.

## Filmografía
| Año  | Título                    | Role           | notas            |
| ---- | ------------------------- | -------------- | ---------------- |
| 2017 | Desconectar               | Sophie         | Cortometraje     |
| 2018 | amor diario               | roxana         | 1 episodio       |
| 2018 | A prueba de balas         | rebeca         | 1 episodio       |
| 2019 | Una nariz roja y una boda | Dama de honor  | Cortometraje     |
| 2019 | herido por el paraíso     | maud           | Película         |
| 2019 | Ciudad de Holby           | joanne pearson | 1 episodio       |
| 2021 | Giro                      | rosie          | Próxima película |
| 2021 | Venecia al amanecer       | claudia        | Próxima película |